# Caoutchouc synthétique
Pour les articles homonymes, voir Caoutchouc.

Structure du SBR, un copolymère insaturé.

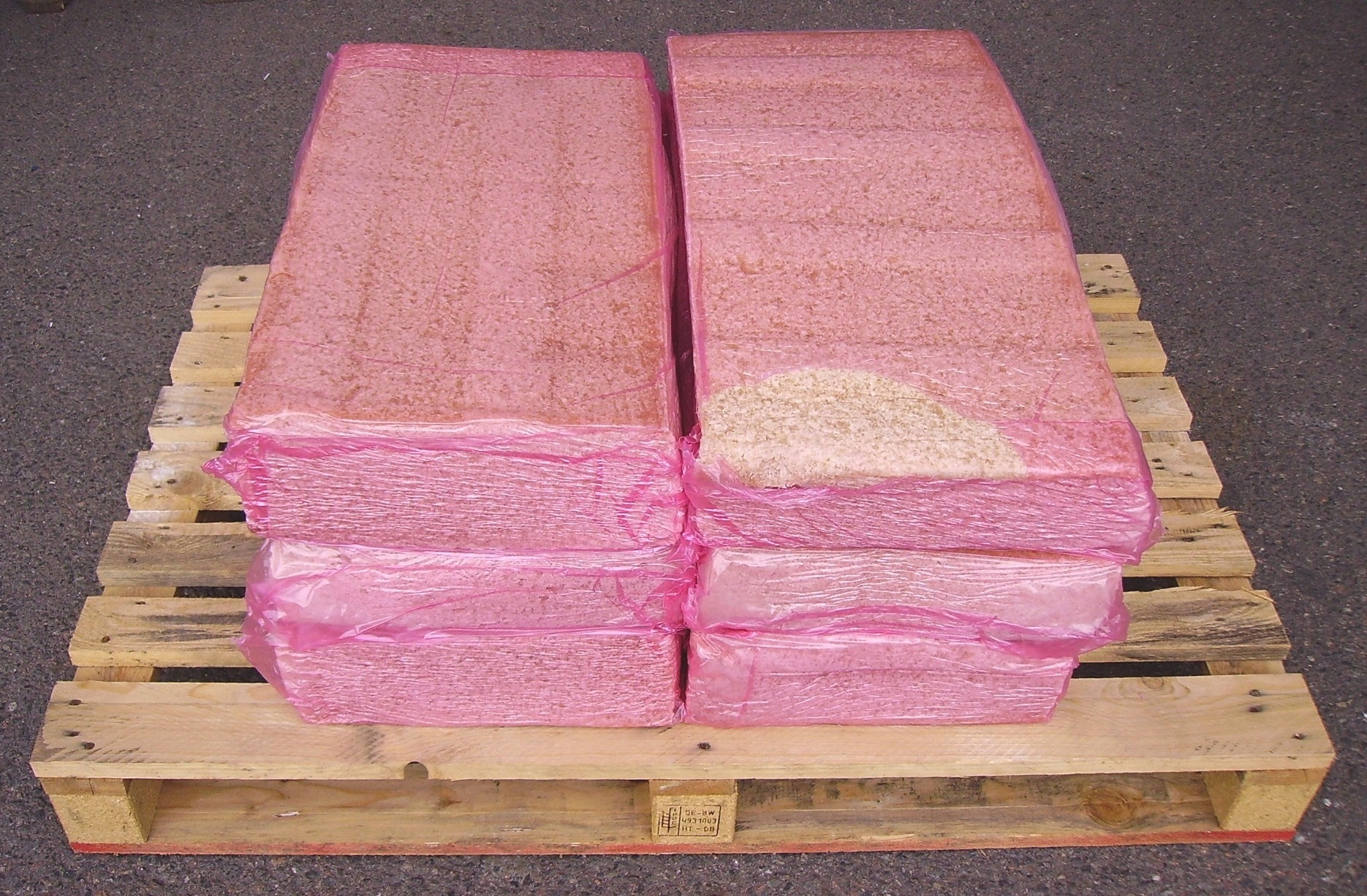
Six balles de « caoutchouc nitrile » destinées au calandrage, suivi d'une fabrication.

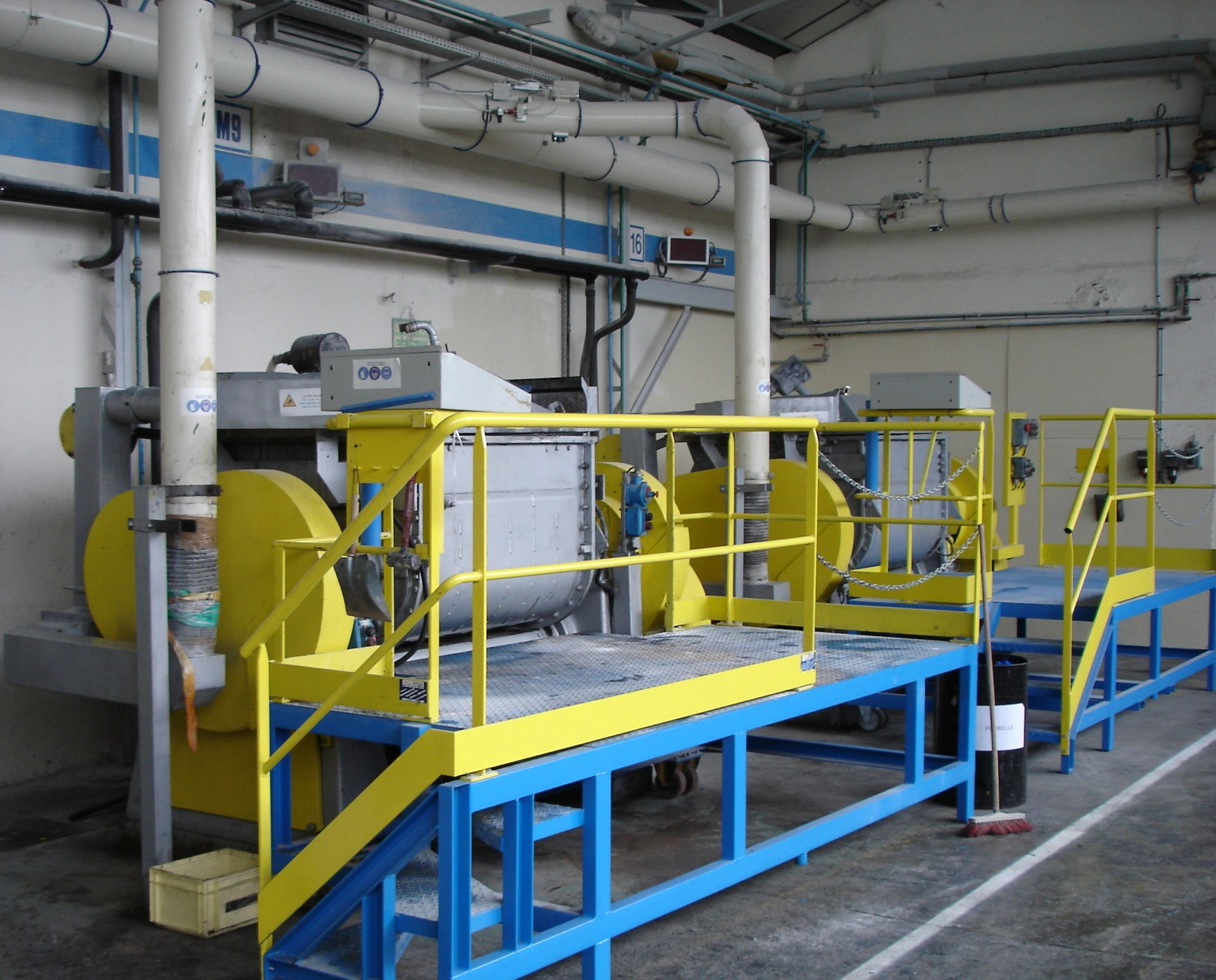
Après formulation, fabrication industrielle en malaxeur d'un mastic BR pour l'automobile.

Les caoutchoucs synthétiques (ou artificiels) sont un type d’élastomère, invariablement polymères. Comme les matières plastiques, ils sont souvent issus d’un combustible fossile. Un élastomère possède une meilleure déformation élastique sous contrainte que la plupart des matériaux et revient à sa forme initiale sans aucune déformation permanente. Son premier usage est la fabrication de pneus (où l'on trouve aussi une certaine proportion de caoutchouc réalisé avec du latex naturel, notamment dans les pneus de camions).

## Utilisations
Ils servent de substitut au caoutchouc naturel (sigle NR) dans certains cas, spécialement lorsque des propriétés mécaniques élevées sont requises. On distingue les propriétés mécaniques statiques comme la traction, le déchirement, l’abrasion et la déformation rémanente à la compression (en) (DRC) et les dynamiques (dans ce cas, le matériau est soumis à des efforts alternés) comme la résilience et la flexion. Les faiblesses du NR concernent sa tenue au vieillissement (il poisse avec apparition de craquelures sous l’action de l’ozone, des UV et de la chaleur), qui est la plus faible de tous les caoutchoucs.
Les silicones ne sont pas des vrais caoutchoucs ; ils sont dépourvus de carbone sur la chaine principale. Le silicone VMQ se distingue par sa large plage d’utilisation : de −80 à +250 °C.

## Durabilité
Les caoutchoucs synthétiques purs sont des matériaux organiques (issu de la « chimie organique») qui vieillissent mal et sont non recyclables. Pour cette raison, ils sont « formulés » avec des additifs protecteurs (contre le dioxygène, l’ozone, la chaleur, les ultraviolets solaires, etc.) et souvent avec des charges renforçantes. Ils sont en général vulcanisés selon des règles précises pour améliorer les propriétés mécaniques et supprimer le fluage après extrusion et au cours du temps. Ils sont utilisés au-dessus de leur température de transition vitreuse (Tv).

## Prix
Ils varient de 2 à plus de 200 €/kg pour de rares caoutchoucs très spéciaux (volume très faible) possédant une ou plusieurs propriétés exceptionnelles : inerties thermique et chimique (voir un exemple donné plus bas), ininflammabilité, imperméabilité aux gaz, etc.

## Caoutchouc synthétique et santé
Plusieurs études épidémiologiques ont cherché à évaluer le risque subi par les employés des usines de caoutchouc. 
Un risque connu est celui de l'allergie au latex et/ou au caoutchouc synthétique. Plusieurs études ont suspecté ou démontré des risques accru de leucémie et d'autres maladies. 
En Amérique du nord une cohorte d'employés a pu être suivie de 1944 à 1998 (17 924 employés dont 6 237 sont morts sur cette période, soit 14 % de moins que les 7 242 décès attendus pour la population générale). Parmi eux 1 608 sont morts de cancer (pour 1 741 attendus). 53 cas de lymphome sont survenus et 26 cas de myélome multiple conformément au nombre attendu dans la population générale ; alors que 71 cas déclarés de leucémie ont été comptés (pour 61 attendus, soit + 16 %) ; ce nombre plus élevé était concentré chez des travailleurs ayant commencé à travailler 20 à 29 ans plus tôt, et ayant travaillé 10 ans ou plus, et dans des unités spécifiques de polymérisation, coagulation ou comme main-d'œuvre d'entretien et d'opérations de laboratoire. Plusieurs formes de leucémie étaient concernées, toutes associées à une exposition cumulative au 1,3-butadiène (BD), au styrène et/ou au diméthyldithiocarbamate (DMDTC). Certains sous-groupes de sujets ont été anormalement touchés par des cancers colorectaux, de la prostate et d'autres maladies, mais sans que cette augmentations n'ait pu être reliée à l'exposition professionnelle dans cette industrie.

## Typologies
Les possibilités offertes par le choix du monomère ou des comonomères, le mode de synthèse, la formulation (souvent complexe) et le type de (système de) vulcanisation (traditionnelle au soufre, au peroxyde organique, etc.) expliquent qu’un très grand nombre de caoutchoucs synthétiques et de compounds sont réalisables ou disponibles sur le marché.
Le type le plus important économiquement est un copolymère élastomère : le styrène-butadiène (SBR), qui est adapté pour les pneus. La copolymérisation, par la grande variété de compositions possibles, permet d’obtenir un large éventail de propriétés. De plus, les caractéristiques du matériau (telles la masse molaire et la pureté) peuvent varier en fonction du procédé de polymérisation choisi. Par exemple, pour le SBR, un grade dit « solution », issu d’une polymérisation effectuée en solution sera différent d’un grade « émulsion », obtenu par polymérisation en émulsion.

### Exemple de classification
Une classification des caoutchoucs selon leur résistance à la chaleur et à l’huile est décrite par une norme ASTM,. Par exemple, les fluoroélastomères de la famille FKM, inertes, se distinguent par leurs remarquables propriétés (notés HK). À l’opposé se trouvent le caoutchouc naturel et le SBR, notés A en tenue thermique et en tenue à l’huile (mauvais aux deux tests).
| Caoutchouc                                       | Type (tenue à l’air chaud) | Classe (tenue à l’huile) |
| ------------------------------------------------ | -------------------------- | ------------------------ |
| Caoutchouc naturel (NR), styrène-butadiène (SBR) | A                          | A                        |
| « Nitrile » hydrogéné (HNBR)                     | D                          | H                        |
| Fluoroélastomère FKM                             | H                          | K                        |